# Équipe du Panama de baseball
Uniformes
L'équipe du Panama de baseball représente le Panama lors des compétitions internationales, comme les Jeux olympiques ou la Coupe du monde de baseball notamment.
Lors des Jeux Panaméricains 2007 à Rio de Janeiro, les Panaméens ne parviennent pas à s'extraire des poules et ne jouent pas les demi-finales.

## Palmarès
Jeux olympiques
- 1992 : non qualifiée
- 1996 : non qualifiée
- 2000 : non qualifiée
- 2004 : non qualifiée
- 2008 : non qualifiée

Classique mondiale de baseball
- 2006 : éliminée au 1er tour
- 2009 : éliminée au 1er tour
- 2013 : non qualifiée
- 2017 : non qualifiée
- 2023 : Phase de groupes

Coupe du monde de baseball
| - 1939 : non qualifiée - 1940 : non qualifiée - 1941 : 4e - 1942 : non qualifiée - 1943 : 4e - 1944 : 4e - 1945 : 3e - 1947 : 6e - 1948 : 5e - 1950 : 4e - 1951 : 7e - 1952 : 4e |  | - 1953 : 5e - 1961 : 4e - 1965 : 4e - 1969 : 6e - 1970 : non qualifiée - 1971 : 5e - 1972 : 5e - 1973 : 5e - 1974 : non qualifiée - 1976 : 9e - 1978 : non qualifiée - 1980 : non qualifiée |  | - 1982 : 7e - 1984 : 6e - 1986 : non qualifiée - 1988 : non qualifiée - 1990 : non qualifiée - 1994 : 5e - 1998 : 10e - 2001 : 5e - 2003 : 2e - 2005 : 3e - 2007 : 9e |

Coupe intercontinentale de baseball
| - 1973 : non qualifiée - 1975 : non qualifiée - 1977 : non qualifiée - 1979 : 6e - 1981 : 7e - 1983 : non qualifiée |  | - 1985 : non qualifiée - 1987 : non qualifiée - 1989 : non qualifiée - 1991 : non qualifiée - 1993 : non qualifiée - 1995 : non qualifiée |  | - 1997 : 5e - 1999 : non qualifiée - 2002 : non qualifiée - 2006 : non qualifiée |